# Agasiás

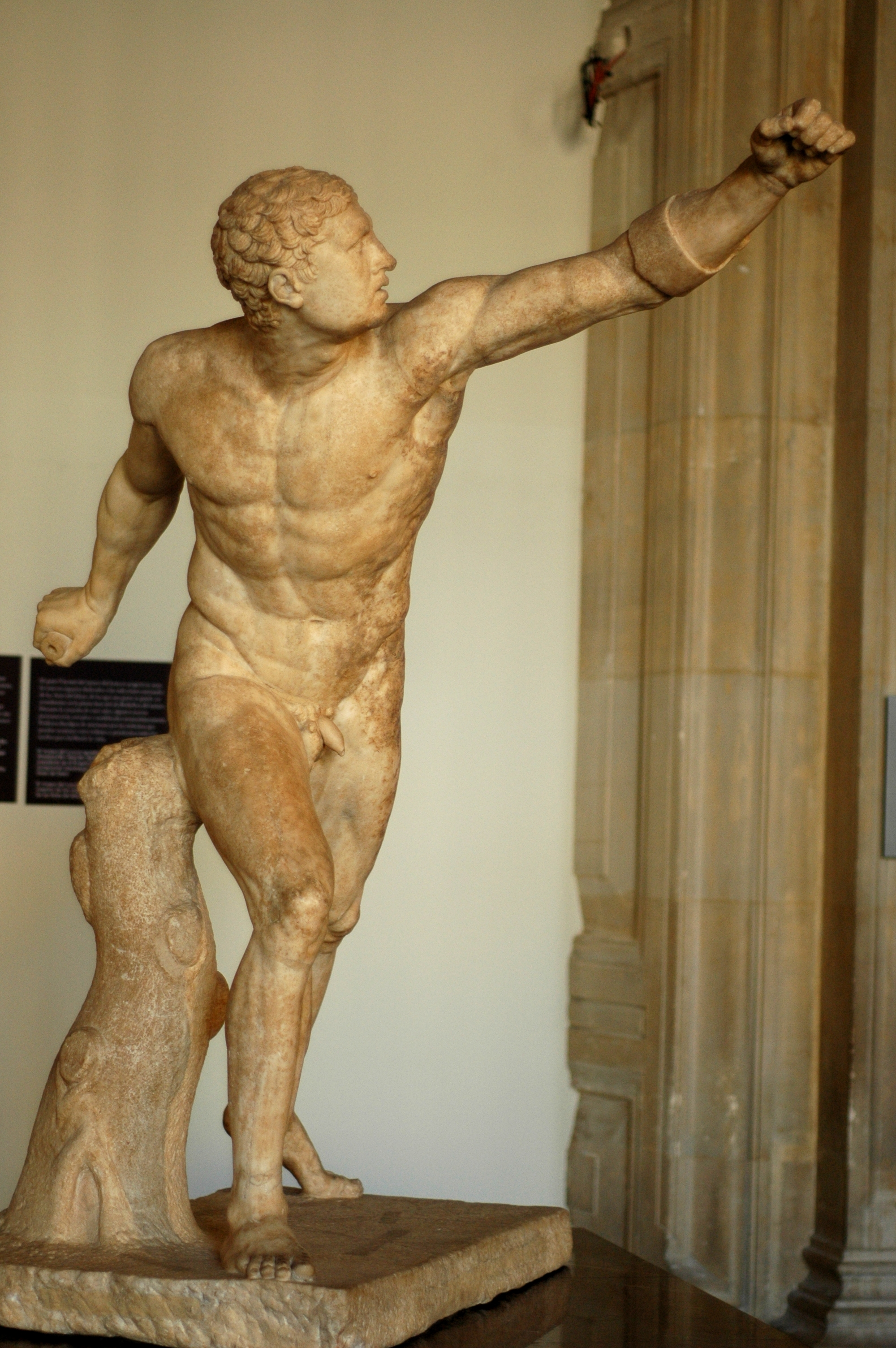
Borgheský zápasník

Agasiás byl sochařem, pocházejícím z Efezu. Žil v období okolo konce 2. století př. n. l. Jeho jediným dochovaným dílem je Borgheský zápasník, který se v současnosti nachází v Louvru. Friedrich Thiersch se domýšlel, že představoval Achilla bojujícího s Penthesileou, vědci jsou za jedno, že nejde o gladiátora, ale o válečníka (podle postoje).